# Huevina

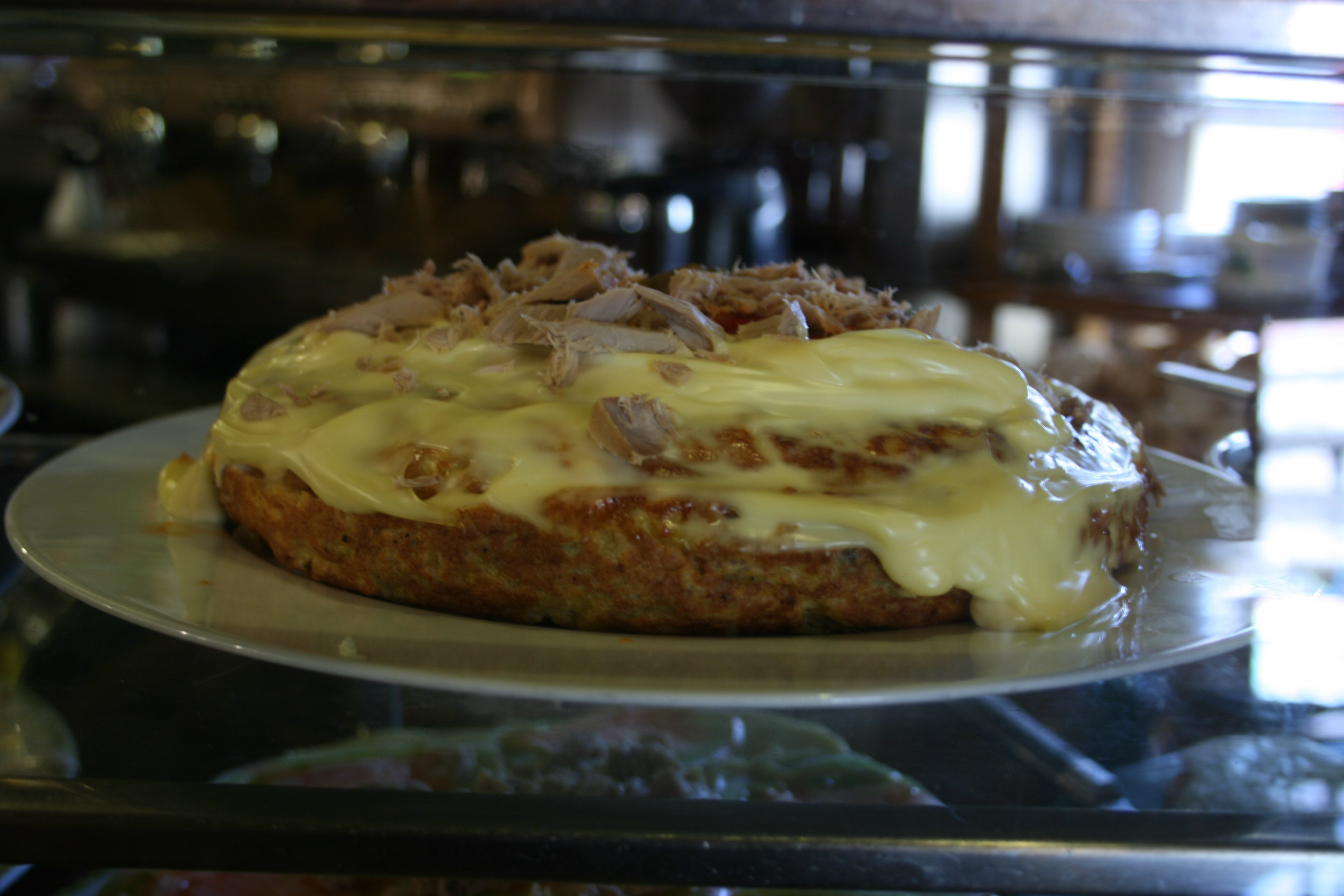
Tortilla de patatas cubierta de mahonesa y atún: un peligro de salmonelosis en verano.

La huevina es una denominación coloquial de diversos ovoproductos derivados del huevo y del propio huevo pasteurizado, que se usan en la cocina profesional como sustitutivo del huevo en cáscara para prevenir intoxicaciones alimentarias. Uno de los más usados es la ovoalbúmina, la proteína que forma la clara de huevo, pasteurizada y liofilizada para ser comercializada en forma líquida o en polvo.
Por ejemplo, es muy usado en el sector hostelero en España, y en Europa en general, debido a la prohibición de usar huevos frescos para elaboraciones en las que no se cueza el producto como mínimo a 65 °C en el centro de este, ya que por debajo de esa temperatura existe un riesgo de contraer salmonelosis.

## Elaboración
La pasteurización es un proceso que elimina los gérmenes peligrosos en los alimentos. Funciona mediante la aplicación de elevadas temperaturas en cortos intervalos de tiempo. Por regla general, se emplea en los lácteos y en aquellos alimentos que poseen estructuras líquidas. En los ovoproductos, se utiliza para acabar con los patógenos sin llegar a coagular las proteínas del huevo, manteniendo sus propiedades organolépticas y nutricionales.

## Usos
Permite elaborar las cremas pasteleras, mahonesas, tortilla de patatas, ensaladilla rusa, etc, con mayor énfasis en periodos veraniegos donde el aumento de las temperaturas favorecen la transmisión de la salmonelosis con cierto grado de riesgo. La aplicación de la pasteurización hace que haya menos riesgo de contraer enfermedades mediante los alimentos, dado que las materias pasterizadas garantizan que no portan gérmenes, por lo que la contaminación tendría que provenir de otra parte (ambiente, manipuladores de alimentos...).